# Alstroemeria paraensis
Alstroemeria paraensis là một loài thực vật có hoa trong họ Alstroemeriaceae. Loài này được M.C.Assis mô tả khoa học đầu tiên năm 2006.